# Fahrenheit (album)
Pour les articles homonymes, voir Fahrenheit (homonymie).
Albums de Toto
Isolation
(1984) The Seventh One
(1988)
Fahrenheit est le sixième album du groupe Toto, sorti en 1986.
Il s'agit du premier disque avec Joseph Williams au chant, après le départ de Fergie Frederiksen. L'album est plutôt pop, et la nouvelle voix du groupe donne un style différent à la bande mais qui en sera jugé très positivement par le public. Fahrenheit propose le premier morceau de Toto de style jazz-rock, Don't stop me now, avec la participation de Miles Davis.
Un des singles de la réalisation, I'll be over you grimpera à la onzième place des charts américains.

## Titres
| No  | Titre                  | Durée |
| --- | ---------------------- | ----- |
| 1.  | Till the end           |       |
| 2.  | We can make it tonight |       |
| 3.  | Without your love      |       |
| 4.  | Can't stand any longer |       |
| 5.  | I'll be over you       |       |
| 6.  | Fahrenheit             |       |
| 7.  | Somewhere tonight      |       |
| 8.  | Could this be love     |       |
| 9.  | Lea                    |       |
| 10. | Don't stop me now      |       |

## Musiciens
- Steve Lukather : guitares, chant
- David Paich : claviers, chant
- Joseph Williams : chant
- Steve Porcaro : claviers
- Jeff Porcaro : batterie, percussions
- Mike Porcaro : basse